# La Canyada (Alt Vinalopó)
La Canyada, també coneguda com la Canyada de Biar, és una població del País Valencià. Pertany a la subcomarca de la Vall de Biar, que s'inclou a la DTH de tercer grau de l'Alt Vinalopó segons l'ordenació establerta per la Generalitat Valenciana.

## Història

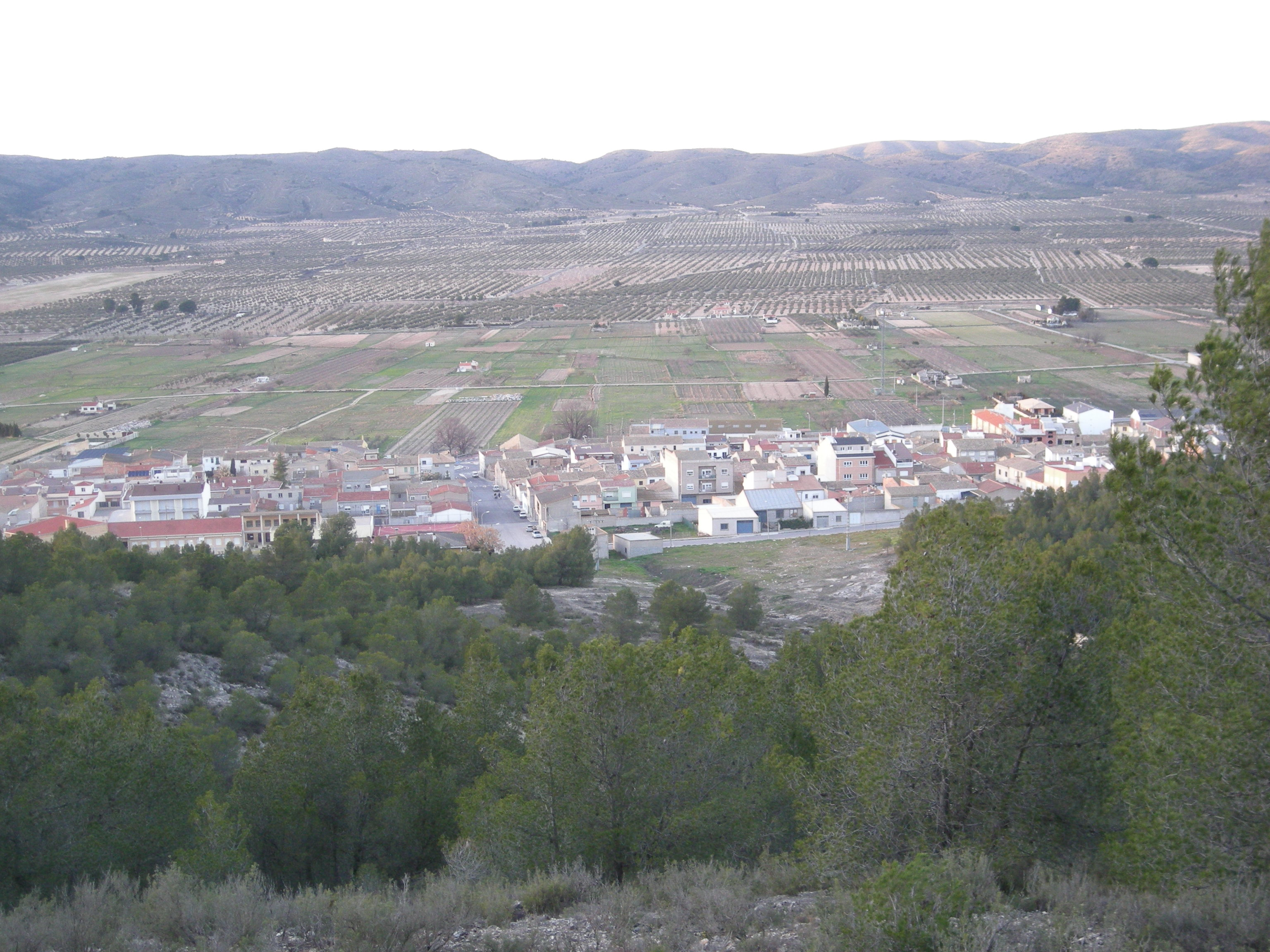
Vista de la Canyada

Històricament formava part del municipi de Biar, junt al Camp de Mirra i Beneixama, fins que en 1795-1797 aquesta darrera es va segregar de Biar i la Canyada passà a dependre de Beneixama, on romangué fins a 1836; en aqueix any forma municipi amb el Camp de Mirra i en 1843 se separen per a formar municipis independents. Dependrà de la parròquia de Beneixama fins principis del segle xx.

## Demografia i economia
La població, amb una economia tradicional basada en l'agricultura, s'ha mantingut estacionària des de principis del segle xx. A partir del 1970 s'observa un tènue increment en el nombre d'habitants (canyuts): 1.084 el 1981, 1104 el 1994, 1.193 el 2003; paral·lelament a la instal·lació de petites indústries relacionades amb el sector del tèxtil, de la fusta o de les joguines.

## Geografia
El terme municipal té 19,2 km² i és ric en aqüífers i en pedreres, d'on s'extrauen roques utilitzades en la construcció. Es tracta d'un terme allargassat situat a l'extrem occidental de la Vall de Biar. Té al nord la serra de la Solana i al sud la de Sanmaior, deformació del topònim islàmic de Benissamaio, als peus de la qual s'estén el nucli urbà. Enmig dels dos relleus es troba "la Vega", un pla dedicat al cultiu.

## Edificis d'interès
El nucli urbà s'arrecera al peu del cim que domina l'ermita de la Mare de Déu del Carme. El seu patrimoni es concreta en:
- Ermita de la Mare de Déu del Carme.
- Església parroquial, on es conserva el quadre San Luis, Rey de Francia, obra de Joaquim Sorolla i Bastida.
- Ermita de Sant Cristòfol.

## Gastronomia
La seua gastronomia és la característica de la zona: putxero, gatxamiga i gaspatxos.

## Festes
És molt coneguda la representació de l'acte sacramental "La venida y adoración de los Santos Reyes Magos al Niño Jesús", basada en el llibre "La Santa Infancia del Niño Jesús" del 1764, en què participen tots els veïns. Té lloc als seus carrers des del segle xix i és una important peça de la cultura popular valenciana, tot i que els seus versos són en castellà.

## Política i govern

### Alcaldia
Des de 1995 l'alcalde de la Canyada és Juan Molina Beneíto del Partit Popular (PP).
| Període                       | Alcalde o alcaldessa | Partit polític | Data de possessió | Observacions |
| ----------------------------- | -------------------- | -------------- | ----------------- | ------------ |
| 1979–1983                     | José Quiles Valdés   | ACEIC          | 19/04/1979        | --           |
| 1983–1987                     | Juan Castelló Bellod | PDL            | 28/05/1983        | --           |
| 1987–1991                     | Juan Agatello Bellod | AIC            | 30/06/1987        | --           |
| 1991–1995                     | José Molina Molina   | CDS            | 15/06/1991        | --           |
| 1995–1999                     | Juan Molina Beneíto  | PP             | 17/06/1995        | --           |
| 1999–2003                     | Juan Molina Beneíto  | PP             | 03/07/1999        | --           |
| 2003–2007                     | Juan Molina Beneíto  | PP             | 14/06/2003        | --           |
| 2007–2011                     | Juan Molina Beneíto  | PP             | 16/06/2007        | --           |
| 2011–2015                     | Juan Molina Beneíto  | PP             | 11/06/2011        | --           |
| 2015–2019                     | Juan Molina Beneíto  | PP             | 13/06/2015        | --           |
| 2019-2023                     | Juan Molina Beneíto  | PP             | 15/06/2019        | --           |
| Des de 2023                   | n/d                  | n/d            | 17/06/2023        | --           |
| Fonts: Generalitat Valenciana |                      |                |                   |              |

### Eleccions municipals de 2011
| Candidatura | Candidatura                               | Cap de llista       | Vots | Regidors | % vots |
| ----------- | ----------------------------------------- | ------------------- | ---- | -------- | ------ |
|             | Partit Popular de la Comunitat Valenciana | Juan Molina Beneíto | 658  | 8        |        |
|             | Partit Socialista del País Valencià       | Òscar Alcober Ruiz  | 113  | 1        |        |
| Total       | Total                                     | 771                 | 771  | 9        |        |